# Júnior Tércio
José Ivanildo de Moura Júnior (Macaparana, 14 de abril de 1986), conhecido também como Júnior Tércio, é um televangelista, pastor protestante e político brasileiro. É deputado estadual de Pernambuco pelo PP.

## Biografia
Júnior Tércio nasceu em Macaparana, na Zona da Mata Norte de Pernambuco. Ocupa pela primeira vez uma cadeira na câmara estadual. Foi o deputado estadual mais votado em Pernambuco em 2022, obtendo 183.735 votos, ou 3,67% do total. Membro da Assembleia de Deus, defende pautas conservadoras e apoiou Jair Bolsonaro na eleição presidencial de 2022.

## Desempenho eleitoral
| Ano  | Eleição                 | Partido | Candidata a       | Votos   | %     | Resultado | Ref   |
| ---- | ----------------------- | ------- | ----------------- | ------- | ----- | --------- | ----- |
| 2020 | Municipal do Recife     | PODE    | Vereador          | 12.207  | 1,50% | Eleito    | [ 8 ] |
| 2022 | Estaduais em Pernambuco | PP      | Deputado Estadual | 183.735 | 3,66% | Eleito    | [ 9 ] |